# Callionymoidei
A Callionymoidei a sugarasúszójú halak (Actinopterygii) osztályába és a sügéralakúak (Perciformes) rendjébe tartozó alrend.

## Rendszerezés
Az alrendbe az alábbi 2 család tartozik
- Aranygéb-félék (Callionymidae)
- Draconettidae